# ATP Challenger Series 1988
L'ATP Challenger Series è il secondo livello di tornei per professionisti organizzata dall'ATP. Il circuito prevede tornei con un montepremi che può variare da 25.000 a 150.000 dollari.

## Calendario

### Gennaio
| Settimana  | Torneo                                                                                        | Vincitore                                 | Finalista                    | Semifinalisti               | Eliminati ai quarti                                              |
| ---------- | --------------------------------------------------------------------------------------------- | ----------------------------------------- | ---------------------------- | --------------------------- | ---------------------------------------------------------------- |
| 11 gennaio | Intersport Heilbronn Open 1988 Heilbronn, Germania Cemento Indoor $100 000 Singolare - Doppio | Udo Riglewski 6–3, 6–7, 6–4               | Michael Kupferschmid         | Damir Buljević Adrian Marcu | Ronnie Båthman Stanislav Birner Fredrik Waern Morten Christensen |
| 11 gennaio | Intersport Heilbronn Open 1988 Heilbronn, Germania Cemento Indoor $100 000 Singolare - Doppio | Jaromir Becka Udo Riglewski 7–6, 4–6, 6–2 | Axel Hornung Andreas Lesch   | Damir Buljević Adrian Marcu | Ronnie Båthman Stanislav Birner Fredrik Waern Morten Christensen |
| 18 gennaio | Viña del Mar Challenger 1988 Viña del Mar, Cile Terra rossa $100 000 Singolare - Doppio       | Jim Courier 6–1, 6–1                      | Lawson Duncan                | Raúl Viver Ricardo Acuña    | Rubén Gajardo Ivan Kley Juan Pablo Queirolo Alberto Mancini      |
| 18 gennaio | Viña del Mar Challenger 1988 Viña del Mar, Cile Terra rossa $100 000 Singolare - Doppio       | Ricardo Acuña Luke Jensen 6–1, 6–4        | Pablo Albano Fabián Blengino | Raúl Viver Ricardo Acuña    | Rubén Gajardo Ivan Kley Juan Pablo Queirolo Alberto Mancini      |

### Febbraio
| Settimana   | Torneo                                                                               | Vincitore                                 | Finalista                         | Semifinalisti                  | Eliminati ai quarti                                                       |
| ----------- | ------------------------------------------------------------------------------------ | ----------------------------------------- | --------------------------------- | ------------------------------ | ------------------------------------------------------------------------- |
| 15 febbraio | Liege Challenger 1988 Liegi, Belgio Sintetico indoor $100 000                        | Non disputato                             | Non disputato                     | Non disputato                  | Non disputato                                                             |
| 22 febbraio | Nairobi Challenger 1988 Nairobi, Kenya Terra rossa €42 000+H Singolare - Doppio      | Paul Wekesa 7–6, 3–6, 6–3                 | João Cunha e Silva                | Agustín Moreno Paolo Pambianco | Bernhard Pils Stefan Lochbihler Daniel Deboer Giovanni Lelli Mami         |
| 22 febbraio | Nairobi Challenger 1988 Nairobi, Kenya Terra rossa €42 000+H Singolare - Doppio      | Bud Cox Stephan Medem 7–6, 4–6, 6–4       | Ugo Colombini Agustín Moreno      | Agustín Moreno Paolo Pambianco | Bernhard Pils Stefan Lochbihler Daniel Deboer Giovanni Lelli Mami         |
| 22 febbraio | Vienna Challenger 1988 Vienna, Austria Sintetico indoor €42 000+H Singolare - Doppio | Omar Camporese 7–6, 2–6, 6–2              | Wojciech Kowalski                 | Nevio Devide Brett Dickinson   | Gianluca Pozzi Richard Matuszewski Leonardo Lavalle Alessandro de Minicis |
| 22 febbraio | Vienna Challenger 1988 Vienna, Austria Sintetico indoor €42 000+H Singolare - Doppio | Mark Basham Charles Beckman 6–3, 3–6, 6–3 | Thomas Muster Michael Oberleitner | Nevio Devide Brett Dickinson   | Gianluca Pozzi Richard Matuszewski Leonardo Lavalle Alessandro de Minicis |

### Marzo
| Settimana | Torneo                                                                                          | Vincitore                                  | Finalista                              | Semifinalisti                      | Eliminati ai quarti                                                            |
| --------- | ----------------------------------------------------------------------------------------------- | ------------------------------------------ | -------------------------------------- | ---------------------------------- | ------------------------------------------------------------------------------ |
| 7 marzo   | Cairo Challenger 1988 Il Cairo, Egitto Terra rossa $25 000 Singolare - Doppio                   | Jordi Arrese 7–6, 6–2                      | Carlos di Laura                        | Fernando Luna Eduardo Osta         | Jorge Bardou Roberto Argüello Juan Aguilera Josef Čihák                        |
| 7 marzo   | Cairo Challenger 1988 Il Cairo, Egitto Terra rossa $25 000 Singolare - Doppio                   | Josef Čihák Cyril Suk 6–3, 6–2             | Roberto Argüello Marcelo Ingaramo      | Fernando Luna Eduardo Osta         | Jorge Bardou Roberto Argüello Juan Aguilera Josef Čihák                        |
| 7 marzo   | Madeira Challenger 1988 Madera, Portogallo Cemento €42 000+H Singolare - Doppio                 | Javier Sánchez 6–1, 6–1                    | David Lewis                            | Nuno Marques Nduka Odizor          | João Cunha e Silva Pablo Arraya Michael Westphal Yahiya Doumbia                |
| 7 marzo   | Madeira Challenger 1988 Madera, Portogallo Cemento €42 000+H Singolare - Doppio                 | David Felgate Nick Fulwood 7–5, 7–5        | Jon Levine Nduka Odizor                | Nuno Marques Nduka Odizor          | João Cunha e Silva Pablo Arraya Michael Westphal Yahiya Doumbia                |
| 14 marzo  | Marrakech Challenger 1988 Marrakech, Marocco Terra rossa €42 000+H Singolare - Doppio           | Franco Davín 6–3, 2–6, 6–4                 | Jordi Arrese                           | Alessandro Baldoni Pedro Rebolledo | Tomás Carbonell Claudio Pistolesi Massimiliano Narducci Jean-Philippe Fleurian |
| 14 marzo  | Marrakech Challenger 1988 Marrakech, Marocco Terra rossa €42 000+H Singolare - Doppio           | Christer Allgårdh Conny Falk 6–3, 6–2      | Lawson Duncan Hans Schwaier            | Alessandro Baldoni Pedro Rebolledo | Tomás Carbonell Claudio Pistolesi Massimiliano Narducci Jean-Philippe Fleurian |
| 21 marzo  | Agadir Challenger 1988 Agadir, Marocco Terra rossa $25 000 Singolare - Doppio                   | Jordi Arrese 1–6, 6–3, 7–6                 | Franco Davín                           | Ronald Agénor Claudio Pistolesi    | Juan Avendaño Alberto Tous Markus Rackl Josef Čihák                            |
| 21 marzo  | Agadir Challenger 1988 Agadir, Marocco Terra rossa $25 000 Singolare - Doppio                   | Josef Čihák Cyril Suk 6–2, 6–2             | José López-Maeso Alberto Tous          | Ronald Agénor Claudio Pistolesi    | Juan Avendaño Alberto Tous Markus Rackl Josef Čihák                            |
| 21 marzo  | Martinique Challenger 1988 Martinica, Francia Cemento €42 000+H Singolare - Doppio              | Patrick Baur 6–4, 7–5                      | Tom Nijssen                            | Diego Pérez Bill Scanlon           | Christian Saceanu Ricardo Acuña Andrew Castle Todd Nelson                      |
| 21 marzo  | Martinique Challenger 1988 Martinica, Francia Cemento €42 000+H Singolare - Doppio              | Pieter Aldrich Diego Nargiso 7–5, 4–6, 6–4 | Todd Nelson Roger Smith                | Diego Pérez Bill Scanlon           | Christian Saceanu Ricardo Acuña Andrew Castle Todd Nelson                      |
| 21 marzo  | São Paulo Challenger 1988 San Paolo, Brasile Cemento $100 000 Singolare - Doppio                | Alberto Mancini 4–6, 6–3, 6–4              | Fernando Roese                         | Ivan Kley Jaime Oncins             | Raúl Viver Robinson Ureta Marcos Hocevar Nuno Marques                          |
| 21 marzo  | São Paulo Challenger 1988 San Paolo, Brasile Cemento $100 000 Singolare - Doppio                | Pablo Albano Dácio Campos 7–5, 6–4         | Gustavo Luza Alberto Mancini           | Ivan Kley Jaime Oncins             | Raúl Viver Robinson Ureta Marcos Hocevar Nuno Marques                          |
| 28 marzo  | Graz Challenger 1988 Graz, Austria Cemento indoor €42 000+H Singolare - Doppio                  | Alex Antonitsch 6–3, 6–4                   | Thomas Muster                          | Leif Shiras Carl Limberger         | Stanislav Birner Claudio Panatta Goran Ivanišević Hans-Dieter Beutel           |
| 28 marzo  | Graz Challenger 1988 Graz, Austria Cemento indoor €42 000+H Singolare - Doppio                  | Denys Maasdorp Torben Theine 6–4, 6–4      | Stanislav Birner Alessandro de Minicis | Leif Shiras Carl Limberger         | Stanislav Birner Claudio Panatta Goran Ivanišević Hans-Dieter Beutel           |
| 28 marzo  | Guadeloupe Challenger 1988 Guadalupa, Francia Cemento €42 000+H Singolare - Doppio              | Pieter Aldrich 7–5, 7–6                    | Paul Wekesa                            | Éric Winogradsky Michael Westphal  | Arnaud Boetsch Glenn Michibata Roger Smith Dan Cassidy                         |
| 28 marzo  | Guadeloupe Challenger 1988 Guadalupa, Francia Cemento €42 000+H Singolare - Doppio              | David Dowlen Marcel Freeman 6–3, 6–3       | Russell Barlow Jonathan Canter         | Éric Winogradsky Michael Westphal  | Arnaud Boetsch Glenn Michibata Roger Smith Dan Cassidy                         |
| 29 marzo  | San Luis Potosí Challenger 1988 San Luis Potosí, Messico Terra rossa $25 000 Singolare - Doppio | Peter Doohan 6–4, 6–4                      | Agustín Moreno                         | Roberto Saad Leonardo Lavalle      | Miguel Nido John Letts Jim Gurfein Gilberto Cicero                             |
| 29 marzo  | San Luis Potosí Challenger 1988 San Luis Potosí, Messico Terra rossa $25 000 Singolare - Doppio | Luis Herrera Javier Ordaz 4–6, 7–6, 6–4    | Agustín Moreno Fernando Pérez Pascal   | Roberto Saad Leonardo Lavalle      | Miguel Nido John Letts Jim Gurfein Gilberto Cicero                             |

### Aprile
| Settimana | Torneo                                                                                        | Vincitore                                       | Finalista                         | Semifinalisti                      | Eliminati ai quarti                                            |
| --------- | --------------------------------------------------------------------------------------------- | ----------------------------------------------- | --------------------------------- | ---------------------------------- | -------------------------------------------------------------- |
| 4 aprile  | Madeira Challenger 2 1988 Madera, Portogallo Cemento €42 000+H Singolare - Doppio             | Francisco Roig 6–4, 1–0, rit.                   | Richard Fromberg                  | Jason Stoltenberg Johan Anderson   | Carl Turich Gerald Marzenell Xavier Daufresne Shane Barr       |
| 4 aprile  | Madeira Challenger 2 1988 Madera, Portogallo Cemento €42 000+H Singolare - Doppio             | Jason Stoltenberg Todd Woodbridge 6–2, 6–4      | David Felgate Nick Fulwood        | Jason Stoltenberg Johan Anderson   | Carl Turich Gerald Marzenell Xavier Daufresne Shane Barr       |
| 11 aprile | Jerusalem Challenger 1988 Gerusalemme, Israele Cemento $35 000+H Singolare - Doppio           | Gilad Bloom 6–1, 7–5                            | Christian Geyer                   | Boaz Merenstein Morten Christensen | Shahar Perkiss Amit Naor Lars Holmblad Tomer Zimmerman         |
| 11 aprile | Jerusalem Challenger 1988 Gerusalemme, Israele Cemento $35 000+H Singolare - Doppio           | Shlomo Glickstein Shahar Perkiss 3–6, 6–3, 6–3  | Menashe Tzur Ohad Weinberg        | Boaz Merenstein Morten Christensen | Shahar Perkiss Amit Naor Lars Holmblad Tomer Zimmerman         |
| 11 aprile | Rio de Janeiro Challenger 1988 Rio de Janeiro, Brasile Sintetico €42 000+H Singolare - Doppio | Javier Frana 7–5, 4–6, 6–3                      | Cássio Motta                      | Kelly Evernden Steve Guy           | David Lewis Tim Wilkison Horacio de la Peña Jim Courier        |
| 11 aprile | Rio de Janeiro Challenger 1988 Rio de Janeiro, Brasile Sintetico €42 000+H Singolare - Doppio | Bruce Derlin Tony Mmoh 6–7, 7–5, 6–3            | Horacio de la Peña Javier Frana   | Kelly Evernden Steve Guy           | David Lewis Tim Wilkison Horacio de la Peña Jim Courier        |
| 18 aprile | Vilamoura Challenger 1988 Vilamoura, Portogallo Cemento €42 000+H Singolare - Doppio          | Barry Moir 6–1, 6–2                             | Stéphane Bonneau                  | Peter Doohan Nuno Marques          | Gerald Marzenell Vicente Solves Jorge Bardou Christer Allgårdh |
| 18 aprile | Vilamoura Challenger 1988 Vilamoura, Portogallo Cemento €42 000+H Singolare - Doppio          | Peter Doohan Michael Fancutt 6–4, 6–3           | Stéphane Bonneau Fabio Silberberg | Peter Doohan Nuno Marques          | Gerald Marzenell Vicente Solves Jorge Bardou Christer Allgårdh |
| 25 aprile | Lisbon Challenger 1988 Lisbona, Portogallo Terra rossa $50 000 Singolare - Doppio             | Alberto Mancini 6–3, 6–2                        | Peter Doohan                      | Fernando Luna Udo Riglewski        | Juan Avendaño João Cunha e Silva Alex Antonitsch José Daher    |
| 25 aprile | Lisbon Challenger 1988 Lisbona, Portogallo Terra rossa $50 000 Singolare - Doppio             | Jason Stoltenberg Todd Woodbridge 6–3, 5–7, 6–4 | Alex Antonitsch Udo Riglewski     | Fernando Luna Udo Riglewski        | Juan Avendaño João Cunha e Silva Alex Antonitsch José Daher    |
| 25 aprile | Nagoya Challenger 1988 Nagoya, Giappone Cemento $25 000 Singolare - Doppio                    | Andrew Castle 6–1, 7–5                          | Tim Pawsat                        | Shozo Shiraishi Shuzo Matsuoka     | John Letts Masayoshi Takeyari Peter Palandjian Joel Bailey     |
| 25 aprile | Nagoya Challenger 1988 Nagoya, Giappone Cemento $25 000 Singolare - Doppio                    | Glenn Layendecker John Letts 7–6, 6–3           | Steve Guy Shuzo Matsuoka          | Shozo Shiraishi Shuzo Matsuoka     | John Letts Masayoshi Takeyari Peter Palandjian Joel Bailey     |

### Maggio
| Settimana | Torneo                                                                                  | Vincitore                                      | Finalista                             | Semifinalisti                       | Eliminati ai quarti                                                   |
| --------- | --------------------------------------------------------------------------------------- | ---------------------------------------------- | ------------------------------------- | ----------------------------------- | --------------------------------------------------------------------- |
| 9 maggio  | Itu Challenger 1988 Itu, Brasile Cemento $100 000 Singolare - Doppio                    | Mauro Menezes 7–5, 6–7, 6–4                    | Cássio Motta                          | Júlio Góes José Daher               | Jaime Oncins Ivan Kley Jose Wasserfirer Roger Guedes                  |
| 9 maggio  | Itu Challenger 1988 Itu, Brasile Cemento $100 000 Singolare - Doppio                    | Marcos Hocevar Alexandre Hocevar 6–4, 6–7, 6–4 | Ivan Kley Fernando Roese              | Júlio Góes José Daher               | Jaime Oncins Ivan Kley Jose Wasserfirer Roger Guedes                  |
| 9 maggio  | Raleigh Challenger 1988 Raleigh, USA Terra verde $25 000 Singolare - Doppio             | Barry Moir 6–1, 6–2                            | Tobias Svantesson                     | John Boytim Guillermo Rivas         | Kevin Moir Amit Naor Peter Palandjian Francisco Maciel                |
| 9 maggio  | Raleigh Challenger 1988 Raleigh, USA Terra verde $25 000 Singolare - Doppio             | David Macpherson Simon Youl 7–5, 7–5           | John Sobel Phil Williamson            | John Boytim Guillermo Rivas         | Kevin Moir Amit Naor Peter Palandjian Francisco Maciel                |
| 9 maggio  | Salzburg Challenger 1988 Salisburgo, Austria Terra rossa $50 000 Singolare - Doppio     | Bruno Orešar 6–2, 2–6, 6–2                     | Damir Keretić                         | Leonardo Lavalle Christian Miniussi | Thierry Champion Jean-Philippe Fleurian Tarik Benhabiles Eduardo Osta |
| 9 maggio  | Salzburg Challenger 1988 Salisburgo, Austria Terra rossa $50 000 Singolare - Doppio     | Damir Keretić Diego Pérez 6–2, 6–4             | Jean-Philippe Fleurian Andreas Maurer | Leonardo Lavalle Christian Miniussi | Thierry Champion Jean-Philippe Fleurian Tarik Benhabiles Eduardo Osta |
| 9 maggio  | Waiblingen Challenger 1988 Waiblingen, Germania Terra rossa $75 000 Singolare - Doppio  | Roland Stadler 6–4, 6–4                        | Frank Dennhardt                       | Marcelo Ingaramo Roberto Argüello   | Christian Weis Richard Fromberg Wolfgang Popp Alexander Mronz         |
| 9 maggio  | Waiblingen Challenger 1988 Waiblingen, Germania Terra rossa $75 000 Singolare - Doppio  | Rikard Bergh Julian Barham 6–4, 7–5            | Ugo Colombini Simone Colombo          | Marcelo Ingaramo Roberto Argüello   | Christian Weis Richard Fromberg Wolfgang Popp Alexander Mronz         |
| 22 maggio | Guadalajara Challenger 1988 Guadalajara, Messico Terra rossa $25 000 Singolare - Doppio | Non disputato                                  | Non disputato                         | Non disputato                       | Non disputato                                                         |
| 30 maggio | Montabaur Open 1988 Montabaur, Germania Terra rossa €30 000+H Singolare - Doppio        | Markus Rackl 6–3, 4–6, 7–5                     | Bruno Orešar                          | Michael Robertson Rikard Bergh      | Christer Allgårdh Christian Geyer Massimo Cierro Carl Limberger       |
| 30 maggio | Montabaur Open 1988 Montabaur, Germania Terra rossa €30 000+H Singolare - Doppio        | João Cunha e Silva Wojciech Kowalski 6–2, 7–6  | Wolfgang Popp Udo Riglewski           | Michael Robertson Rikard Bergh      | Christer Allgårdh Christian Geyer Massimo Cierro Carl Limberger       |

### Giugno
| Settimana | Torneo                                                                                              | Vincitore                                       | Finalista                                | Semifinalisti                     | Eliminati ai quarti                                                  |
| --------- | --------------------------------------------------------------------------------------------------- | ----------------------------------------------- | ---------------------------------------- | --------------------------------- | -------------------------------------------------------------------- |
| 6 giugno  | Dijon Challenger 1988 Digione, Francia Sintetico €42 000+H Singolare - Doppio                       | Ronnie Båthman 7–6, 6–1                         | Tobias Svantesson                        | Christian Geyer Givaldo Barbosa   | Michael Oberleitner Luke Jensen Gerardo Vacarezza Stéphane Bonneau   |
| 6 giugno  | Dijon Challenger 1988 Digione, Francia Sintetico €42 000+H Singolare - Doppio                       | Howard Endelman Gavin Pfitzner 7–6, 6–7, 6–4    | Mihnea-Ion Năstase Fernando Pérez Pascal | Christian Geyer Givaldo Barbosa   | Michael Oberleitner Luke Jensen Gerardo Vacarezza Stéphane Bonneau   |
| 13 giugno | Parioli Challenger 1988 Parioli, Italia Terra rossa $100 000 Singolare - Doppio                     | Massimo Cierro 6–1, 6–1                         | Thomas Haldin                            | Simone Restelli Marcelo Hennemann | Paolo Bardessa Juan Carlos Báguena Christian Geyer Stefan Lochbihler |
| 13 giugno | Parioli Challenger 1988 Parioli, Italia Terra rossa $100 000 Singolare - Doppio                     | Andreas Lesch Torben Theine 6–3, 6–1            | Massimo Cierro Alessandro de Minicis     | Simone Restelli Marcelo Hennemann | Paolo Bardessa Juan Carlos Báguena Christian Geyer Stefan Lochbihler |
| 20 giugno | Clermont-Ferrand Challenger 1988 Clermont Ferrand, Francia Terra rossa €42 000+H Singolare - Doppio | Marcelo Filippini 6–2, 7–6                      | Marcelo Ingaramo                         | Jordi Arrese Hans Schwaier        | Juan Aguilera João Cunha e Silva Wojciech Kowalski Claudio Pistolesi |
| 20 giugno | Clermont-Ferrand Challenger 1988 Clermont Ferrand, Francia Terra rossa €42 000+H Singolare - Doppio | Rill Baxter Jörgen Windahl 7–6, 6–4             | Jean-Philippe Fleurian Andreas Maurer    | Jordi Arrese Hans Schwaier        | Juan Aguilera João Cunha e Silva Wojciech Kowalski Claudio Pistolesi |
| 20 giugno | Salou Challenger 1988 Salou, Spagna Terra rossa $100 000 Singolare - Doppio                         | Mark Koevermans 6–0, 6–2                        | Sergio Cortes                            | Eduardo Osta Thomas Haldin        | David de Miguel Jean-Marc Piacentile Jesus Colas Gabriel Urpí        |
| 20 giugno | Salou Challenger 1988 Salou, Spagna Terra rossa $100 000 Singolare - Doppio                         | Marcelo Hennemann Jean-Marc Piacentile 6–4, 6–1 | Scott Patridge Otis Smith                | Eduardo Osta Thomas Haldin        | David de Miguel Jean-Marc Piacentile Jesus Colas Gabriel Urpí        |
| 27 giugno | Tarbes Challenger 1988 Tarbes, Francia Terra rossa €42 000+H Singolare - Doppio                     | Eduardo Osta 7–6, 6–4                           | Jesus Colas                              | Roberto Argüello César Kist       | Hans-Dieter Beutel Philippe Pech Gabriel Urpí Jörgen Windahl         |
| 27 giugno | Tarbes Challenger 1988 Tarbes, Francia Terra rossa €42 000+H Singolare - Doppio                     | João Cunha e Silva Jörgen Windahl 6–2, 6–1      | Eduardo Furusho César Kist               | Roberto Argüello César Kist       | Hans-Dieter Beutel Philippe Pech Gabriel Urpí Jörgen Windahl         |

### Luglio
| Settimana | Torneo                                                                                    | Vincitore                                       | Finalista                            | Semifinalisti                     | Eliminati ai quarti                                               |
| --------- | ----------------------------------------------------------------------------------------- | ----------------------------------------------- | ------------------------------------ | --------------------------------- | ----------------------------------------------------------------- |
| 4 luglio  | Dublin Challenger 1988 Dublino, Irlanda Sintetico $100 000 Singolare - Doppio             | Neil Broad 7–6, 4–6, 6–3                        | Tobias Svantesson                    | Alexandre Hocevar David Felgate   | Lindsay Rawstorne Piet Norval Owen Casey Peter Wright             |
| 4 luglio  | Dublin Challenger 1988 Dublino, Irlanda Sintetico $100 000 Singolare - Doppio             | Neil Broad Stefan Kruger 4–6, 7–5, 7–6          | Marcos Hocevar Alexandre Hocevar     | Alexandre Hocevar David Felgate   | Lindsay Rawstorne Piet Norval Owen Casey Peter Wright             |
| 4 luglio  | Travemunde Open 1988 Travemünde, Germania Terra rossa €30 000+H Singolare - Doppio        | Conny Falk 7–6, 6–3                             | Wojciech Kowalski                    | Massimo Cierro Hans-Dieter Beutel | Agustín Moreno Lars-Anders Wahlgren Sascha Nensel Christian Geyer |
| 4 luglio  | Travemunde Open 1988 Travemünde, Germania Terra rossa €30 000+H Singolare - Doppio        | Igor Flego Mark Koevermans 6–4, 6–7, 6–3        | Brett Dickinson Jean-Marc Piacentile | Massimo Cierro Hans-Dieter Beutel | Agustín Moreno Lars-Anders Wahlgren Sascha Nensel Christian Geyer |
| 11 luglio | Oporto Challenger 1988 Porto, Portogallo Terra rossa $50 000 Singolare - Doppio           | Paul Dogger 6–2, 3–6, 6–3                       | Michiel Schapers                     | Frank Dennhardt Andrei Olhovskiy  | Juan Avendaño Andrew Castle Nuno Marques Gustavo Giussani         |
| 11 luglio | Oporto Challenger 1988 Porto, Portogallo Terra rossa $50 000 Singolare - Doppio           | Michiel Schapers Huub van Boeckel 6–3, 3–6, 7–6 | Andrei Olhovskiy Alexander Zverev    | Frank Dennhardt Andrei Olhovskiy  | Juan Avendaño Andrew Castle Nuno Marques Gustavo Giussani         |
| 11 luglio | São Paulo Challenger 2 1988 San Paolo, Brasile Terra rossa $100 000 Singolare - Doppio    | Luiz Mattar 7–5, 7–6                            | Cássio Motta                         | Fernando Roese César Kist         | João Zwetsch José Daher Danilo Marcelino Jose Clavet              |
| 11 luglio | São Paulo Challenger 2 1988 San Paolo, Brasile Terra rossa $100 000 Singolare - Doppio    | Givaldo Barbosa Ricardo Camargo 5–7, 7–6, 7–6   | Marcos Hocevar Alexandre Hocevar     | Fernando Roese César Kist         | João Zwetsch José Daher Danilo Marcelino Jose Clavet              |
| 11 luglio | Tampere Open 1988 Tampere, Finlandia Terra €42 000 Singolare - Doppio                     | Andres Võsand 6–1, 6–1                          | Christer Allgårdh                    | Veli Paloheimo Per Henricsson     | George Kalovelonis Nicklas Utgren Loïc Courteau Massimo Cierro    |
| 11 luglio | Tampere Open 1988 Tampere, Finlandia Terra €42 000 Singolare - Doppio                     | Igor Flego Mark Koevermans 6–4, 6–1             | Mika Hedman Veli Paloheimo           | Veli Paloheimo Per Henricsson     | George Kalovelonis Nicklas Utgren Loïc Courteau Massimo Cierro    |
| 18 luglio | Schickedanz Open 1988 Fürth, Germania Terra rossa €30 000+H Singolare - Doppio            | Hans-Dieter Beutel 1–6, 6–3, 6–4                | Richard Vogel                        | Milan Palme Stanislav Birner      | Gilad Bloom Josef Čihák Peter Moraing Wojciech Kowalski           |
| 18 luglio | Schickedanz Open 1988 Fürth, Germania Terra rossa €30 000+H Singolare - Doppio            | Michael Stich Martin Sinner 4–6, 6–3, 7–6       | Wojciech Kowalski Adrian Marcu       | Milan Palme Stanislav Birner      | Gilad Bloom Josef Čihák Peter Moraing Wojciech Kowalski           |
| 18 luglio | Hanko Open 1988 Hanko, Finlandia Terra rossa €42 000 Singolare - Doppio                   | Lawson Duncan 6–2, 6–4                          | Christer Allgårdh                    | Jan Apell Veli Paloheimo          | Andres Võsand Jörgen Windahl Loïc Courteau Tomas Nydahl           |
| 18 luglio | Hanko Open 1988 Hanko, Finlandia Terra rossa €42 000 Singolare - Doppio                   | Morten Christensen Michael Tauson 6–2, 6–1      | Joakim Berner Tomas Nydahl           | Jan Apell Veli Paloheimo          | Andres Võsand Jörgen Windahl Loïc Courteau Tomas Nydahl           |
| 18 luglio | Johannesburg Challenger 1988 Johannesburg, Sudafrica Cemento €42 000+H Singolare - Doppio | Neil Broad 3–6, 6–4, 6–4                        | Piet Norval                          | David Nainkin Wayne Ferreira      | Gary Donnelly Stefan Kruger Jason Goodall Mel Purcell             |
| 18 luglio | Johannesburg Challenger 1988 Johannesburg, Sudafrica Cemento €42 000+H Singolare - Doppio | Mike De Palmer Gary Donnelly 7–6, 7–6           | Warren Green Piet Norval             | David Nainkin Wayne Ferreira      | Gary Donnelly Stefan Kruger Jason Goodall Mel Purcell             |
| 18 luglio | Santos Challenger 1988 Santos, Brasile Terra rossa €42 000+H Singolare - Doppio           | Danilo Marcelino 6–3, 3–6, 6–3                  | Marcelo Hennemann                    | Ivan Kley Dácio Campos            | Roberto Jabali Fernando Roese Ricardo Acioly Peter Ballauff       |
| 18 luglio | Santos Challenger 1988 Santos, Brasile Terra rossa €42 000+H Singolare - Doppio           | Danilo Marcelino Mauro Menezes 3–6, 6–1, 6–2    | Jose Clavet Francisco Clavet         | Ivan Kley Dácio Campos            | Roberto Jabali Fernando Roese Ricardo Acioly Peter Ballauff       |
| 25 luglio | Comerica Bank Challenger 1988 Aptos, Stati Uniti Cemento $75 000 Singolare - Doppio       | Brad Pearce 6–3, 6–2                            | Tim Pawsat                           | Martin Barba Chuck Adams          | Rikard Bergh Craig Campbell Glenn Layendecker Kelly Jones         |
| 25 luglio | Comerica Bank Challenger 1988 Aptos, Stati Uniti Cemento $75 000 Singolare - Doppio       | Jeff Klaparda Peter Palandjian 6–3, 6–4         | Ed Nagel Jeff Tarango                | Martin Barba Chuck Adams          | Rikard Bergh Craig Campbell Glenn Layendecker Kelly Jones         |
| 25 luglio | Campos Challenger 1988 Campos do Jordão, Brasile Cemento €42 000+H Singolare - Doppio     | Cássio Motta 6–4, 4–6, 6–2                      | Fernando Roese                       | Ivan Kley Mauro Menezes           | Júlio Góes Carlos di Laura Danilo Marcelino Dácio Campos          |
| 25 luglio | Campos Challenger 1988 Campos do Jordão, Brasile Cemento €42 000+H Singolare - Doppio     | Ivan Kley Fernando Roese 6–4, 6–4               | Danilo Marcelino Mauro Menezes       | Ivan Kley Mauro Menezes           | Júlio Góes Carlos di Laura Danilo Marcelino Dácio Campos          |
| 25 luglio | Neu Ulm Challenger 1988 Nuova Ulma, Germania Terra rossa $75 000 Singolare - Doppio       | Raúl Viver 7–5, 6–2                             | Stefan Eriksson                      | Marcelo Ingaramo Richard Vogel    | Roberto Argüello Simone Colombo Jaroslav Navrátil Martin Střelba  |
| 25 luglio | Neu Ulm Challenger 1988 Nuova Ulma, Germania Terra rossa $75 000 Singolare - Doppio       | Michael Stich Martin Sinner 6–3, 6–4            | Heinz Günthardt Balázs Taróczy       | Marcelo Ingaramo Richard Vogel    | Roberto Argüello Simone Colombo Jaroslav Navrátil Martin Střelba  |

### Agosto
| Settimana | Torneo | Vincitore                                         | Finalista                               | Semifinalisti                    | Eliminati ai quarti                                                   |
| --------- | --- | ------------------------------------------------- | --------------------------------------- | -------------------------------- | --------------------------------------------------------------------- |
| 1º agosto | IPP Trophy 1988 Ginevra, Svizzera Terra rossa $35 000+H Singolare - Doppio                                 | Gustavo Giussani 6–4, 2–6, 6–3                    | Simone Colombo                          | Amit Naor Raúl Viver             | Karel Nováček Brett Dickinson Lars-Anders Wahlgren Mihnea-Ion Năstase |
| 1º agosto | IPP Trophy 1988 Ginevra, Svizzera Terra rossa $35 000+H Singolare - Doppio                                 | Nevio Devide Stefano Mezzadri 7–6, 4–6, 6–4       | Mihnea-Ion Năstase Srinivasan Vasudevan | Amit Naor Raúl Viver             | Karel Nováček Brett Dickinson Lars-Anders Wahlgren Mihnea-Ion Năstase |
| 1º agosto | Lins Challenger 1988 Lins, Brasile Terra rossa $25 000 Singolare - Doppio                                  | Danilo Marcelino 6–3, 6–3                         | Fernando Roese                          | Alexandre Hocevar Ivan Kley      | José Daher Júlio Góes Dácio Campos Peter Ballauff                     |
| 1º agosto | Lins Challenger 1988 Lins, Brasile Terra rossa $25 000 Singolare - Doppio                                  | Givaldo Barbosa Ricardo Camargo 6–1, 3–6, 6–3     | Marcelo Hennemann Edvaldo Oliveira      | Alexandre Hocevar Ivan Kley      | José Daher Júlio Góes Dácio Campos Peter Ballauff                     |
| 1º agosto | Seattle Challenger 1988 Seattle, USA Cemento $25 000 Singolare - Doppio                                    | Glenn Layendecker 6–2, 6–4                        | Johan Carlsson                          | Jeff Tarango Brad Pearce         | Peter Palandjian Malcolm Allen Olli Rahnasto Gianluca Pozzi           |
| 1º agosto | Seattle Challenger 1988 Seattle, USA Cemento $25 000 Singolare - Doppio                                    | Buff Farrow Jim Gurfein 6–1, 6–4                  | Patrick Galbraith Brian Garrow          | Jeff Tarango Brad Pearce         | Peter Palandjian Malcolm Allen Olli Rahnasto Gianluca Pozzi           |
| 8 agosto  | Crans Montana Challenger 1988 Crans Montana, Svizzera Terra rossa $35 000+H Singolare - Doppio             | Guillermo Rivas 1–6, 6–3, 6–4                     | Lars-Anders Wahlgren                    | Gerardo Vacarezza Arnaud Boetsch | Alberto Paris Paul Mick Marc Rosset Marko Ostoja                      |
| 8 agosto  | Crans Montana Challenger 1988 Crans Montana, Svizzera Terra rossa $35 000+H Singolare - Doppio             | Peter Svensson Lars-Anders Wahlgren 6–4, 6–4      | Conny Falk Stefan Svensson              | Gerardo Vacarezza Arnaud Boetsch | Alberto Paris Paul Mick Marc Rosset Marko Ostoja                      |
| 8 agosto  | Knokke Challenger 1988 Knokke, Belgio Terra rossa $100 000 Singolare - Doppio                              | Per Henricsson 6–3, 7–6                           | Patrice Kuchna                          | Bart Wuyts Francisco Roig        | Paul Haarhuis Peter Ballauff Pierre Godfroid José Luis Aparisi        |
| 8 agosto  | Knokke Challenger 1988 Knokke, Belgio Terra rossa $100 000 Singolare - Doppio                              | David Ison Richard Whichello 6–4, 6–3             | Kurt Robinson Justin Stead              | Bart Wuyts Francisco Roig        | Paul Haarhuis Peter Ballauff Pierre Godfroid José Luis Aparisi        |
| 8 agosto  | Winnetka Challenger 1988 Winnetka, USA Cemento $50 000 Singolare - Doppio                                  | Jeff Tarango 7–5, 5–7, 6–2                        | Gianluca Pozzi                          | Rikard Bergh Vijay Amritraj      | Tobias Svantesson Philip Johnson Steve Herdoiza Robbie Weiss          |
| 8 agosto  | Winnetka Challenger 1988 Winnetka, USA Cemento $50 000 Singolare - Doppio                                  | Ricardo Acuña Royce Deppe 6–4, 6–4                | Jared Palmer Pete Sampras               | Rikard Bergh Vijay Amritraj      | Tobias Svantesson Philip Johnson Steve Herdoiza Robbie Weiss          |
| 15 agosto | Eger Challenger 1988 Eger, Ungheria Terra rossa $25 000+H Singolare - Doppio                               | Karel Nováček 7–5, 6–1                            | Martin Střelba                          | Richard Vogel Jaroslav Bulant    | Václav Roubíček Carlos Costa Michael Tauson Gilbert Schaller          |
| 15 agosto | Eger Challenger 1988 Eger, Ungheria Terra rossa $25 000+H Singolare - Doppio                               | Jaroslav Bulant Vojtěch Flégl 6–4, 6–4            | Karel Nováček Richard Vogel             | Richard Vogel Jaroslav Bulant    | Václav Roubíček Carlos Costa Michael Tauson Gilbert Schaller          |
| 15 agosto | New Haven Challenger 1988 New Heaven, USA Cemento $25 000 Singolare - Doppio                               | Vijay Amritraj 6–3, 6–1                           | Zeeshan Ali                             | Doug Burke MaliVai Washington    | Marcel Freeman Luke Jensen John Boytim Brian Garrow                   |
| 15 agosto | New Haven Challenger 1988 New Heaven, USA Cemento $25 000 Singolare - Doppio                               | Jeff Klaparda Peter Palandjian 6–2, 7–5           | Zeeshan Ali Chris Bailey                | Doug Burke MaliVai Washington    | Marcel Freeman Luke Jensen John Boytim Brian Garrow                   |
| 15 agosto | Ostend Challenger 1988 Ostenda, Belgio Terra rossa $100 000 Singolare - Doppio                             | Gerardo Vacarezza 6–1, 6–1                        | Srinivasan Vasudevan                    | Sébastien Gérard Rubén Gajardo   | Peter Ballauff Arnaud Boetsch Marcello Bassanelli Paolo Pambianco     |
| 15 agosto | Ostend Challenger 1988 Ostenda, Belgio Terra rossa $100 000 Singolare - Doppio                             | Per Henricsson Nicklas Utgren 6–1, 7–5            | Joakim Berner Tomas Nydahl              | Sébastien Gérard Rubén Gajardo   | Peter Ballauff Arnaud Boetsch Marcello Bassanelli Paolo Pambianco     |
| 15 agosto | Internazionali di Tennis di San Marino 1988 San Marino, San Marino Terra rossa $100 000 Singolare - Doppio | Paolo Canè 6–7, 6–3, 6–3                          | Francesco Cancellotti                   | Claudio Mezzadri Raúl Viver      | Thomas Haldin Marcelo Ingaramo Guillermo Vilas Fabio Di Mauro         |
| 15 agosto | Internazionali di Tennis di San Marino 1988 San Marino, San Marino Terra rossa $100 000 Singolare - Doppio | Christer Allgårdh Josef Čihák 6–4, 6–2            | João Cunha e Silva Jörgen Windahl       | Claudio Mezzadri Raúl Viver      | Thomas Haldin Marcelo Ingaramo Guillermo Vilas Fabio Di Mauro         |
| 22 agosto | Pescara Challenger 1988 Pescara, Italia Terra rossa $100 000 Singolare - Doppio                            | Josef Čihák 6–4, 6–3                              | Gerardo Vacarezza                       | Ugo Pigato Michele Fioroni       | Francisco Roig Ronnie Båthman Paolo Pambianco Thomas Haldin           |
| 22 agosto | Pescara Challenger 1988 Pescara, Italia Terra rossa $100 000 Singolare - Doppio                            | Ronnie Båthman Alessandro de Minicis4–6, 6–3, 6–3 | Josef Čihák Richard Vogel               | Ugo Pigato Michele Fioroni       | Francisco Roig Ronnie Båthman Paolo Pambianco Thomas Haldin           |
| 22 agosto | Rümikon Challenger 1988 Rümikon, Svizzera Terra rossa $35 000+H Singolare - Doppio                         | Jaroslav Bulant 6–3, 6–7, 6–2                     | Roland Stadler                          | Veli Paloheimo Martin Střelba    | Jan Apell András Lányi José Antonio Fernández Denis Langaskens        |
| 22 agosto | Rümikon Challenger 1988 Rümikon, Svizzera Terra rossa $35 000+H Singolare - Doppio                         | Jan Apell Veli Paloheimo 7–5, 6–7, 6–3            | András Lányi László Markovits           | Veli Paloheimo Martin Střelba    | Jan Apell András Lányi José Antonio Fernández Denis Langaskens        |
| 29 agosto | Azores Challenger 1988 Azores, Portogallo Cemento €42 000+H Singolare - Doppio                             | Nick Fulwood 6–3, 7–6                             | João Cunha e Silva                      | Rodolphe Gilbert Nduka Odizor    | Juan Carlos Báguena Pedro Cordeiro Otis Smith Xavier Daufresne        |
| 29 agosto | Azores Challenger 1988 Azores, Portogallo Cemento €42 000+H Singolare - Doppio                             | Nduka Odizor Éric Winogradsky 6–4, 6–4            | Charles Merzbacher Otis Smith           | Rodolphe Gilbert Nduka Odizor    | Juan Carlos Báguena Pedro Cordeiro Otis Smith Xavier Daufresne        |
| 29 agosto | Nyon Challenger 1988 Nyon, Svizzera Terra rossa $35 000+H Singolare - Doppio                               | Jörgen Windahl 2–6, 6–2, 6–1                      | Francisco Clavet                        | Veli Paloheimo Andrei Cherkasov  | Raúl Viver Jaroslav Bulant Alexander Zverev Zoltán Kuhárszky          |
| 29 agosto | Nyon Challenger 1988 Nyon, Svizzera Terra rossa $35 000+H Singolare - Doppio                               | Hugo Núñez Raúl Viver 2–6, 6–4, 6–1               | Jan Apell Veli Paloheimo                | Veli Paloheimo Andrei Cherkasov  | Raúl Viver Jaroslav Bulant Alexander Zverev Zoltán Kuhárszky          |
| 29 agosto | Verona Challenger 1988 Verona, Italia Terra rossa $100 000 Singolare - Doppio                              | Massimo Cierro 5–7, 6–2, 7–5                      | Carlos Costa                            | Claudio Panatta Josef Čihák      | Alessandro de Minicis Fabio Di Mauro Renzo Furlan Carlos di Laura     |
| 29 agosto | Verona Challenger 1988 Verona, Italia Terra rossa $100 000 Singolare - Doppio                              | Ronnie Båthman Stefan Svensson 6–4, 1–6, 6–4      | Marcello Bassanelli Ugo Pigato          | Claudio Panatta Josef Čihák      | Alessandro de Minicis Fabio Di Mauro Renzo Furlan Carlos di Laura     |

### Settembre
| Settimana    | Torneo                                                                                   | Vincitore                                         | Finalista                      | Semifinalisti                     | Eliminati ai quarti                                             |
| ------------ | ---------------------------------------------------------------------------------------- | ------------------------------------------------- | ------------------------------ | --------------------------------- | --------------------------------------------------------------- |
| 5 settembre  | Genova Challenger 1988 Genova, Italia Terra rossa $100 000 Singolare - Doppio            | Paolo Canè 6–3, 6–1                               | Massimo Cierro                 | Corrado Aprili Roberto Azar       | Claudio Panatta Michele Fioroni Stéphane Grenier Arnaud Boetsch |
| 5 settembre  | Genova Challenger 1988 Genova, Italia Terra rossa $100 000 Singolare - Doppio            | Peter Svensson Lars-Anders Wahlgren 7–5, 2–6, 6–1 | Per Henricsson Nicklas Utgren  | Corrado Aprili Roberto Azar       | Claudio Panatta Michele Fioroni Stéphane Grenier Arnaud Boetsch |
| 5 settembre  | Thessaloniki Challenger 1988 Salonicco, Grecia Cemento €42 000+H Singolare - Doppio      | Olli Rahnasto 6–4, 6–3                            | Thomas Högstedt                | Veli Paloheimo Peter Bastiansen   | Andreas Lesch Steve Shaw Jan Apell Éric Winogradsky             |
| 5 settembre  | Thessaloniki Challenger 1988 Salonicco, Grecia Cemento €42 000+H Singolare - Doppio      | Morten Christensen Steve Guy 6–3, 6–4             | András Lányi Stefano Mezzadri  | Veli Paloheimo Peter Bastiansen   | Andreas Lesch Steve Shaw Jan Apell Éric Winogradsky             |
| 12 settembre | Budapest Challenger 1988 Budapest, Ungheria Terra rossa $25 000+H Singolare - Doppio     | Roland Stadler 4–6, 6–3, 6–0                      | Sándor Noszály                 | Jose Clavet András Lányi          | Peter Ballauff Marko Ostoja Laurent Prades Gilbert Schaller     |
| 12 settembre | Budapest Challenger 1988 Budapest, Ungheria Terra rossa $25 000+H Singolare - Doppio     | Denis Langaskens Eduardo Masso 6–4, 7–5           | Peter Bastiansen Peter Flintsø | Jose Clavet András Lányi          | Peter Ballauff Marko Ostoja Laurent Prades Gilbert Schaller     |
| 12 settembre | Johannesburg Challenger 2 1988 Johannesburg, Sudafrica Erba €42 000+H Singolare - Doppio | Matt Anger 7–6, 6–2                               | Piet Norval                    | Scott Davis Barry Moir            | Stefan Kruger Neil Broad Grant Stafford Byron Talbot            |
| 12 settembre | Johannesburg Challenger 2 1988 Johannesburg, Sudafrica Erba €42 000+H Singolare - Doppio | Neil Broad Stefan Kruger 7–6, 6–4                 | Brent Haygarth Byron Talbot    | Scott Davis Barry Moir            | Stefan Kruger Neil Broad Grant Stafford Byron Talbot            |
| 12 settembre | Messina Challenger 1988 Messina, Italia Terra rossa $50 000 Singolare - Doppio           | Claudio Panatta 5–7, 6–2, 6–1                     | Alejandro Aramburu             | Massimo Cierro Martin Wostenholme | Bart Wuyts Federico Mordegan Gerardo Mirad Renzo Furlan         |
| 12 settembre | Messina Challenger 1988 Messina, Italia Terra rossa $50 000 Singolare - Doppio           | Simone Colombo Nevio Devide 6–4, 6–4              | Ugo Colombini Carlos di Laura  | Massimo Cierro Martin Wostenholme | Bart Wuyts Federico Mordegan Gerardo Mirad Renzo Furlan         |
| 19 settembre | Brisbane Challenger 1988 Brisbane, Australia Cemento $25 000+H Singolare - Doppio        | Laurie Warder 3–6, 6–0, 7–6                       | Steve Furlong                  | Scott Warner Shane Barr           | Johan Anderson Lars Koslowski James Schor Richard Fromberg      |
| 19 settembre | Brisbane Challenger 1988 Brisbane, Australia Cemento $25 000+H Singolare - Doppio        | Paul Kronk Peter Wright 6–7, 6–4, 6–4             | Steve Furlong John Gibson      | Scott Warner Shane Barr           | Johan Anderson Lars Koslowski James Schor Richard Fromberg      |

### Ottobre
| Settimana  | Torneo                                                                                          | Vincitore                                          | Finalista                       | Semifinalisti                  | Eliminati ai quarti                                                |
| ---------- | ----------------------------------------------------------------------------------------------- | -------------------------------------------------- | ------------------------------- | ------------------------------ | ------------------------------------------------------------------ |
| 3 ottobre  | Grand Prix Hassan II 1988 Casablanca, Marocco Terra rossa €42 000+H Singolare - Doppio          | Josef Čihák 6–4, 6–2                               | David de Miguel                 | Lawson Duncan Khalid Outaleb   | Bart Wuyts Frank Dennhardt Hans Schwaier Roberto Azar              |
| 3 ottobre  | Grand Prix Hassan II 1988 Casablanca, Marocco Terra rossa €42 000+H Singolare - Doppio          | Josef Čihák Cyril Suk 6–2, 6–0                     | Arnaud Boetsch Denis Langaskens | Lawson Duncan Khalid Outaleb   | Bart Wuyts Frank Dennhardt Hans Schwaier Roberto Azar              |
| 3 ottobre  | Coquitlam Challenger 1988 Coquitlam, Canada Cemento indoor $100 000 Singolare - Doppio          | Jonathan Stark 6–1, 6–2                            | Andrew Sznajder                 | Chris Garner Miguel Nido       | Scott Melville Marcel Freeman Jim Gurfein Doug Burke               |
| 3 ottobre  | Coquitlam Challenger 1988 Coquitlam, Canada Cemento indoor $100 000 Singolare - Doppio          | Joe DeFoor Bruce Man-Son-Hing 7–6, 7–6             | Julian Barham Peter Wright      | Chris Garner Miguel Nido       | Scott Melville Marcel Freeman Jim Gurfein Doug Burke               |
| 3 ottobre  | Estoril Challenger 1988 Estoril, Portogallo Cemento €42 000+H Singolare - Doppio                | Javier Sánchez 4–6, 6–3, 6–2                       | Gianluca Pozzi                  | Thomas Haldin Michael Westphal | Libor Pimek Nduka Odizor Libor Němeček Jean-Philippe Fleurian      |
| 3 ottobre  | Estoril Challenger 1988 Estoril, Portogallo Cemento €42 000+H Singolare - Doppio                | João Cunha e Silva Jean-Philippe Fleurian 7–6, 6–3 | Ivan Kley Fernando Roese        | Thomas Haldin Michael Westphal | Libor Pimek Nduka Odizor Libor Němeček Jean-Philippe Fleurian      |
| 10 ottobre | Las Vegas Tennis Open 1988 Las Vegas, USA Cemento indoor $25 000 Singolare - Doppio             | Andrew Sznajder 6–1, 6–1                           | Doug Burke                      | Scott Warner Vijay Amritraj    | Greg Van Emburgh Chuck Adams Miguel Nido Jim Gurfein               |
| 10 ottobre | Las Vegas Tennis Open 1988 Las Vegas, USA Cemento indoor $25 000 Singolare - Doppio             | Shelby Cannon Greg Van Emburgh 6–2, 6–0            | Julian Barham Peter Wright      | Scott Warner Vijay Amritraj    | Greg Van Emburgh Chuck Adams Miguel Nido Jim Gurfein               |
| 17 ottobre | Challenger DCNS de Cherbourg 1988 Cherbourg, Francia Cemento indoor $100 000 Singolare - Doppio | Scott Davis 6–3, 6–4                               | Jan Apell                       | Menno Oosting Olli Rahnasto    | Frank Dennhardt Karel Demuynck Fabrice Santoro Philippe Pech       |
| 17 ottobre | Challenger DCNS de Cherbourg 1988 Cherbourg, Francia Cemento indoor $100 000 Singolare - Doppio | Jan Apell Peter Nyborg 6–2, 6–2                    | Peter Bastiansen Peter Flintsø  | Menno Oosting Olli Rahnasto    | Frank Dennhardt Karel Demuynck Fabrice Santoro Philippe Pech       |
| 24 ottobre | Bergen Challenger 1988 Bergen, Norvegia Sintetico indoor $35 000+H Singolare - Doppio           | Tom Nijssen 6–3, 6–1                               | Grant Connell                   | Johan Carlsson Peter Lundgren  | Nicklas Kulti Hans-Dieter Beutel Glenn Michibata Magnus Larsson    |
| 24 ottobre | Bergen Challenger 1988 Bergen, Norvegia Sintetico indoor $35 000+H Singolare - Doppio           | Petr Korda Cyril Suk 7–6, 7–6                      | Andrew Castle Tobias Svantesson | Johan Carlsson Peter Lundgren  | Nicklas Kulti Hans-Dieter Beutel Glenn Michibata Magnus Larsson    |
| 24 ottobre | Singapore Challenger 1988 Singapore, Singapore Erba $50 000+H Singolare - Doppio                | Steve Guy 4–6, 7–6, 7–6                            | Paul Chamberlin                 | Tintus Wibowo Malcolm Allen    | Tim Pawsat Miguel Dungo Peter Carter Steve DeVries                 |
| 24 ottobre | Singapore Challenger 1988 Singapore, Singapore Erba $50 000+H Singolare - Doppio                | Tim Pawsat Brad Pearce 3–6, 6–4, 6–3               | Zeeshan Ali Mark Ferreira       | Tintus Wibowo Malcolm Allen    | Tim Pawsat Miguel Dungo Peter Carter Steve DeVries                 |
| 31 ottobre | Bossonnens Challenger 1988 Bossonnens, Svizzera Cemento indoor $35 000+H Singolare - Doppio     | Olli Rahnasto 6–3, 3–6, 6–3                        | Tomas Nydahl                    | Bret Garnett Hugo Núñez        | Branislav Stankovič Alexander Mronz Andrew Castle Denis Langaskens |
| 31 ottobre | Bossonnens Challenger 1988 Bossonnens, Svizzera Cemento indoor $35 000+H Singolare - Doppio     | Hugo Núñez Branislav Stankovič 6–4, 7–6            | Bret Garnett Bill Scanlon       | Bret Garnett Hugo Núñez        | Branislav Stankovič Alexander Mronz Andrew Castle Denis Langaskens |
| 31 ottobre | Jakarta Challenger 1988 Giacarta, Indonesia Cemento $35 000+H Singolare - Doppio                | Shane Barr 1–6, 7–5, 6–3                           | Steve Guy                       | Steve Shaw Zeeshan Ali         | Brad Pearce Jason Goodall Jonathan Canter Srinivasan Vasudevan     |
| 31 ottobre | Jakarta Challenger 1988 Giacarta, Indonesia Cemento $35 000+H Singolare - Doppio                | Tim Pawsat Brad Pearce 6–3, 6–3                    | Steve DeVries John Sobel        | Steve Shaw Zeeshan Ali         | Brad Pearce Jason Goodall Jonathan Canter Srinivasan Vasudevan     |

### Novembre
| Settimana   | Torneo                                                                                               | Vincitore                                     | Finalista                           | Semifinalisti                     | Eliminati ai quarti                                                  |
| ----------- | --- | --------------------------------------------- | ----------------------------------- | --------------------------------- | -------------------------------------------------------------------- |
| 7 novembre  | Acapulco Challenger 1988 Acapulco, Messico Cemento $25 000 Singolare - Doppio                        | Eduardo Vélez 7–6, 7–6                        | Paul Chamberlin                     | Joe DeFoor Peter Doohan           | Bruce Man-Son-Hing Roberto Saad Nduka Odizor Jeff Klaparda           |
| 7 novembre  | Acapulco Challenger 1988 Acapulco, Messico Cemento $25 000 Singolare - Doppio                        | Shelby Cannon Greg Van Emburgh 6–3, 6–4       | Luis Herrera Javier Ordaz           | Joe DeFoor Peter Doohan           | Bruce Man-Son-Hing Roberto Saad Nduka Odizor Jeff Klaparda           |
| 7 novembre  | Helsinki Challenger 1988 Helsinki, Finlandia Sintetico indoor €42 000 Singolare - Doppio             | Veli Paloheimo 3–6, 6–4, 6–4                  | Nicklas Kulti                       | Olli Rahnasto Peter Nyborg        | Mike Bauer Pasi Virtanen Jan Apell Aki Rahunen                       |
| 7 novembre  | Helsinki Challenger 1988 Helsinki, Finlandia Sintetico indoor €42 000 Singolare - Doppio             | Luke Jensen Peter Palandjian 7–6, 3–6, 6–3    | Jörg Müller James Turner            | Olli Rahnasto Peter Nyborg        | Mike Bauer Pasi Virtanen Jan Apell Aki Rahunen                       |
| 7 novembre  | Guangzhou Challenger 1988 Pechino, Cina Cemento €42 000+H Singolare - Doppio                         | Roh Gap-taik 7–5, 6–2                         | Peter Carter                        | Kim Bong-soo Richard Whichello    | Srinivasan Vasudevan Zhang Jiuhua Steve DeVries Shane Barr           |
| 7 novembre  | Guangzhou Challenger 1988 Pechino, Cina Cemento €42 000+H Singolare - Doppio                         | Steve DeVries John Sobel 7–6, 4–6, 6–4        | Joseph Russell Andrew Sproule       | Kim Bong-soo Richard Whichello    | Srinivasan Vasudevan Zhang Jiuhua Steve DeVries Shane Barr           |
| 14 novembre | Brasilia Challenger 1988 Brasilia, Brasile Cemento €42 000+H Singolare - Doppio                      | Luiz Mattar 3–6, 6–4, 7–5                     | Javier Sánchez                      | Cássio Motta Danilo Marcelino     | Diego Pérez Roberto Azar Ivan Kley Mauro Menezes                     |
| 14 novembre | Brasilia Challenger 1988 Brasilia, Brasile Cemento €42 000+H Singolare - Doppio                      | Danilo Marcelino Mauro Menezes 4–6, 7–6, 7–5  | Ricardo Acioly Dácio Campos         | Cássio Motta Danilo Marcelino     | Diego Pérez Roberto Azar Ivan Kley Mauro Menezes                     |
| 14 novembre | Mexico City Challenger 1988 Città del Messico, Messico Cemento $25 000 Singolare - Doppio            | Tom Mercer 6–3, 6–4                           | Peter Doohan                        | Agustín Moreno Luis Herrera       | Norberto Mantinan Joey Blake Roberto Saad Bruce Man-Son-Hing         |
| 14 novembre | Mexico City Challenger 1988 Città del Messico, Messico Cemento $25 000 Singolare - Doppio            | Peter Doohan Michael Fancutt 3–6, 6–4, 6–0    | George Bezecny Tom Mercer           | Agustín Moreno Luis Herrera       | Norberto Mantinan Joey Blake Roberto Saad Bruce Man-Son-Hing         |
| 14 novembre | Strasbourg Challenger 1988 Strasburgo, Francia Terra rossa indoor $25 000 Singolare - Doppio         | Marko Ostoja 6–2, 6–2                         | Tomas Nydahl                        | Jérôme Potier Cyril Suk           | Pavel Vojtisek Daniel Marco Juan Carlos Báguena Cédric Pioline       |
| 14 novembre | Strasbourg Challenger 1988 Strasburgo, Francia Terra rossa indoor $25 000 Singolare - Doppio         | Juan Carlos Báguena Borja Uribe 6–4, 6–3      | Pavel Vojtisek Ivo Werner           | Jérôme Potier Cyril Suk           | Pavel Vojtisek Daniel Marco Juan Carlos Báguena Cédric Pioline       |
| 14 novembre | Valkenswaard Challenger 1988 Valkenswaard, Paesi Bassi Sintetico indoor $25 000+H Singolare - Doppio | Wally Masur 7–6, 6–7, 7–5                     | Udo Riglewski                       | Olli Rahnasto Veli Paloheimo      | Alex Antonitsch Heiner Moraing Petr Korda Patrick Baur               |
| 14 novembre | Valkenswaard Challenger 1988 Valkenswaard, Paesi Bassi Sintetico indoor $25 000+H Singolare - Doppio | Patrick Baur Udo Riglewski 3–6, 6–4, 6–3      | Wojciech Kowalski Christian Saceanu | Olli Rahnasto Veli Paloheimo      | Alex Antonitsch Heiner Moraing Petr Korda Patrick Baur               |
| 21 novembre | Capetown Challenger 1988 Città del Capo, Sudafrica Cemento €42 000+H Singolare - Doppio              | Jimmy Arias 6–4, 3–6, 7–6                     | Matt Anger                          | Wayne Ferreira Neil Broad         | Tim Wilkison Kevin Moir Thierry Tulasne Kevin Curren                 |
| 21 novembre | Capetown Challenger 1988 Città del Capo, Sudafrica Cemento €42 000+H Singolare - Doppio              | Matt Anger Greg Holmes 6–2, 6–1               | Royce Deppe Michael Kures           | Wayne Ferreira Neil Broad         | Tim Wilkison Kevin Moir Thierry Tulasne Kevin Curren                 |
| 21 novembre | Copenaghen Challenger 1988 Copenaghen, Danimarca Sintetico indoor $25 000+H Singolare - Doppio       | Derrick Rostagno 6–3, 6–1                     | Alex Antonitsch                     | Olli Rahnasto Jan Gunnarsson      | Nicklas Kulti Hans-Dieter Beutel Veli Paloheimo Lars-Anders Wahlgren |
| 21 novembre | Copenaghen Challenger 1988 Copenaghen, Danimarca Sintetico indoor $25 000+H Singolare - Doppio       | Gilad Bloom Wojciech Kowalski 7–6, 7–5        | Peter Bastiansen Peter Flintsø      | Olli Rahnasto Jan Gunnarsson      | Nicklas Kulti Hans-Dieter Beutel Veli Paloheimo Lars-Anders Wahlgren |
| 21 novembre | Munich Challenger 1988 Monaco di Baviera, Germania Sintetico indoor $100 000 Singolare - Doppio      | Aleksandr Vladimirovič Volkov 6–4, 6–3        | Goran Prpić                         | Tomas Nydahl Jaroslav Bulant      | Branislav Stankovič Martin Sinner Gerald Marzenell Khalid Outaleb    |
| 21 novembre | Munich Challenger 1988 Monaco di Baviera, Germania Sintetico indoor $100 000 Singolare - Doppio      | Igor Flego Goran Ivanišević 6–4, 6–4          | Michael Stich Martin Sinner         | Tomas Nydahl Jaroslav Bulant      | Branislav Stankovič Martin Sinner Gerald Marzenell Khalid Outaleb    |
| 21 novembre | Tasmania Challenger 1988 Hobart, Australia Sintetico $25 000+H Singolare - Doppio                    | Todd Woodbridge 6–3, 7–6                      | Shane Barr                          | Richard Fromberg Johan Anderson   | Dane Nebel Mark Kratzmann Jamie Morgan Richard Fricker               |
| 21 novembre | Tasmania Challenger 1988 Hobart, Australia Sintetico $25 000+H Singolare - Doppio                    | Charlton Eagle Paul Mick 7–6, 4–6, 7–6        | Shane Barr Roger Rasheed            | Richard Fromberg Johan Anderson   | Dane Nebel Mark Kratzmann Jamie Morgan Richard Fricker               |
| 28 novembre | Brest Challenger 1988 Brest, Francia Cemento indoor $35 000+H Singolare - Doppio                     | Luke Jensen 4–6, 6–3, 6–4                     | Stéphane Grenier                    | Hugo Núñez Thomas Högstedt        | Menno Oosting Dominic Durand Thierry Van Den Daele Libor Pimek       |
| 28 novembre | Brest Challenger 1988 Brest, Francia Cemento indoor $35 000+H Singolare - Doppio                     | John Letts Bruce Man-Son-Hing 6–3, 6–3        | Thierry Champion François Errard    | Hugo Núñez Thomas Högstedt        | Menno Oosting Dominic Durand Thierry Van Den Daele Libor Pimek       |
| 28 novembre | Durban Challenger 1988 Durban, Sudafrica Cemento €42 000+H Singolare - Doppio                        | Gary Muller 6–3, 7–5                          | Royce Deppe                         | Barry Moir Tim Wilkison           | Francesco Cancellotti Michael Robertson Lan Bale Michele Fioroni     |
| 28 novembre | Durban Challenger 1988 Durban, Sudafrica Cemento €42 000+H Singolare - Doppio                        | Michael Robertson Tim Wilkison 6–2, 6–2       | Wayne Ferreira Grant Stafford       | Barry Moir Tim Wilkison           | Francesco Cancellotti Michael Robertson Lan Bale Michele Fioroni     |
| 28 novembre | Ogbe Challenger 1988 Ogbe, Nigeria Cemento €42 000+H Singolare - Doppio                              | Jean-Philippe Fleurian 6–3, 6–3               | Nduka Odizor                        | Srinivasan Vasudevan Chris Bailey | Danny Sapsford Jeff Klaparda John Schmitt Phil Williamson            |
| 28 novembre | Ogbe Challenger 1988 Ogbe, Nigeria Cemento €42 000+H Singolare - Doppio                              | Jean-Philippe Fleurian Nduka Odizor 6–4, 6–2  | Frank Rieker John Schmitt           | Srinivasan Vasudevan Chris Bailey | Danny Sapsford Jeff Klaparda John Schmitt Phil Williamson            |
| 28 novembre | São Paulo Challenger 3 1988 San Paolo, Brasile Cemento $100 000 Singolare - Doppio                   | Cássio Motta 6–2, 6–2                         | Guillermo Rivas                     | Roberto Argüello Francisco Yunis  | Júlio Góes Dácio Campos Pablo Albano Fernando Roese                  |
| 28 novembre | São Paulo Challenger 3 1988 San Paolo, Brasile Cemento $100 000 Singolare - Doppio                   | Givaldo Barbosa Ricardo Camargo 6–7, 7–6, 6–4 | Pablo Albano César Kist             | Roberto Argüello Francisco Yunis  | Júlio Góes Dácio Campos Pablo Albano Fernando Roese                  |

### Dicembre
| Settimana   | Torneo                                                                                     | Vincitore                                               | Finalista                         | Semifinalisti                    | Eliminati ai quarti                                              |
| ----------- | ------------------------------------------------------------------------------------------ | ------------------------------------------------------- | --------------------------------- | -------------------------------- | ---------------------------------------------------------------- |
| 5 dicembre  | Bogotà Challenger 1988 Bogotà, Colombia Terra rossa €42 000+H Singolare - Doppio           | Gustavo Giussani 7–6, 5–7, 6–4                          | Christian Miniussi                | Gerardo Mirad Alejandro Aramburu | Pablo Albano Jaime Cortés Mauricio Hadad Gustavo Guerrero        |
| 5 dicembre  | Bogotà Challenger 1988 Bogotà, Colombia Terra rossa €42 000+H Singolare - Doppio           | Fabián Blengino Gustavo Giussani 6–4, 1–6, 7–6          | Guillermo Minutella Gerardo Mirad | Gerardo Mirad Alejandro Aramburu | Pablo Albano Jaime Cortés Mauricio Hadad Gustavo Guerrero        |
| 5 dicembre  | Cascais Challenger 1988 Cascais, Portogallo Sintetico indoor €42 000+H Singolare - Doppio  | Eduardo Masso 4-1, rit.                                 | Thomas Haldin                     | Gianluca Pozzi Michael Westphal  | Xavier Daufresne Andrew Castle Thomas Högstedt Gerald Marzenell  |
| 5 dicembre  | Cascais Challenger 1988 Cascais, Portogallo Sintetico indoor €42 000+H Singolare - Doppio  | Ronnie Båthman Rikard Bergh 3–6, 6–4, 6–4               | Andrew Castle Menno Oosting       | Gianluca Pozzi Michael Westphal  | Xavier Daufresne Andrew Castle Thomas Högstedt Gerald Marzenell  |
| 5 dicembre  | Munster Open 1988 Münster, Germania Sintetico indoor €30 000+H Singolare - Doppio          | Michael Stich 6–3, 6–3                                  | Aleksandr Vladimirovič Volkov     | Jan Gunnarsson Olivier Delaître  | Scott Davis Hans-Dieter Beutel Mansour Bahrami Christian Saceanu |
| 5 dicembre  | Munster Open 1988 Münster, Germania Sintetico indoor €30 000+H Singolare - Doppio          | Andrei Olhovskiy Aleksandr Vladimirovič Volkov 6–2, 6–0 | Rolf Hertzog Goran Prpić          | Jan Gunnarsson Olivier Delaître  | Scott Davis Hans-Dieter Beutel Mansour Bahrami Christian Saceanu |
| 5 dicembre  | Ikeja Challenger 1988 Okada, Nigeria Cemento $25 000 Singolare - Doppio                    | Jean-Philippe Fleurian 6–3, 7–6                         | Nduka Odizor                      | Stephen Botfield Sadiq Abdullahi | Danny Sapsford Chris Bailey Ulli Nganga Mark Petchey             |
| 5 dicembre  | Ikeja Challenger 1988 Okada, Nigeria Cemento $25 000 Singolare - Doppio                    | Jean-Philippe Fleurian Nduka Odizor 6–3, 6–7, 6–3       | Srinivasan Vasudevan Marc Walder  | Stephen Botfield Sadiq Abdullahi | Danny Sapsford Chris Bailey Ulli Nganga Mark Petchey             |
| 12 dicembre | Bulgarian Open Challenger 1988 Sofia, Bulgaria Sintetico indoor $25 000 Singolare - Doppio | Johan Vekemans 7–5, 7–6                                 | Jaroslav Bulant                   | Peter Nyborg Ģirts Dzelde        | Ruslan Rainov Thomas Buchmayer Adrian Marcu Fredrik Perman       |
| 12 dicembre | Bulgarian Open Challenger 1988 Sofia, Bulgaria Sintetico indoor $25 000 Singolare - Doppio | Adrian Marcu Florin Segărceanu 7–5, 6–2                 | Jaroslav Bulant Richard Vogel     | Peter Nyborg Ģirts Dzelde        | Ruslan Rainov Thomas Buchmayer Adrian Marcu Fredrik Perman       |